# SIX Financial Information
SIX Financial Information est une entreprise de fourniture de services de données et des solutions  à destination des organismes financiers et d’assurance, des entreprises et des médias.
Intégrée en temps réel à partir de plus de 1500 sources de par le monde, l’information financière de SIX est composée d’Opérations Sur Titres, de prix, de données de référence et de données de marché sur 16 millions d’instruments et est unique en termes de profondeur, de couverture et de structure.
En outre, SIX fournit à ses clients des informations et des services qui leur permettent de respecter  les exigences réglementaires et  fiscales et de réduire les risques d’investissement.
SIX est une entreprise suisse dont le siège social est à Zurich, avec des bureaux implantés dans 23 pays.
En sa qualité d’agence officielle de codification pour la Suisse, la Principauté du Liechtenstein et la Belgique, SIX attribue les numéros de valeur et codes ISIN. La société est également un membre fondateur de l’Association of National Numbering Agencies (ANNA) et  l’un des opérateurs du bureau de services de l’ANNA. SIX Financial Information joue un rôle primordial dans les instances, associations et groupes de travail à l’échelle internationale.

## Chiffres clés
- La base de données unique de SIX Financial Information couvre 16 millions d’instruments financiers.
- Chaque année, les spécialistes de SIX Financial Information collectent et traitent 4,2 milliards de mises à jour des cours.
- SIX Financial Information traite chaque jour jusqu’à un million d’informations concernant les données de base (Division d’actions, Opérations Sur Titres, etc.).

## Historique
| 1930 | Un consortium de banques suisses fonde la société Ticker AG, dont le but est de diffuser les cours du marché boursier. |
| 1961 | Ticker AG introduit la première télévision boursière en Suisse. Elle est ensuite rebaptisée Telekurs AG. |
| 1975 | Telekurs lance Investdata, premier outil de présentation des informations financières en Suisse. |
| 1986 | Telekurs se développe à l’échelle internationale. |
| 1996 | Restructuration en une société holding, élargissement de la gamme de produits. |
| 2007 | Telekurs reprend une partie du groupe français Fininfo. |
| 2008 | Telekurs, SWX Swiss Exchange et SIX SIS SegaInterSettle AG fusionnent pour devenir SIX. Telekurs Financial est rebaptisée SIX Telekurs et devient la division de SIX Group spécialisée dans la diffusion d’informations financières. |
| 2012 | SIX Telekurs est rebaptisée SIX Financial Information. |